# Hârtie de filtru

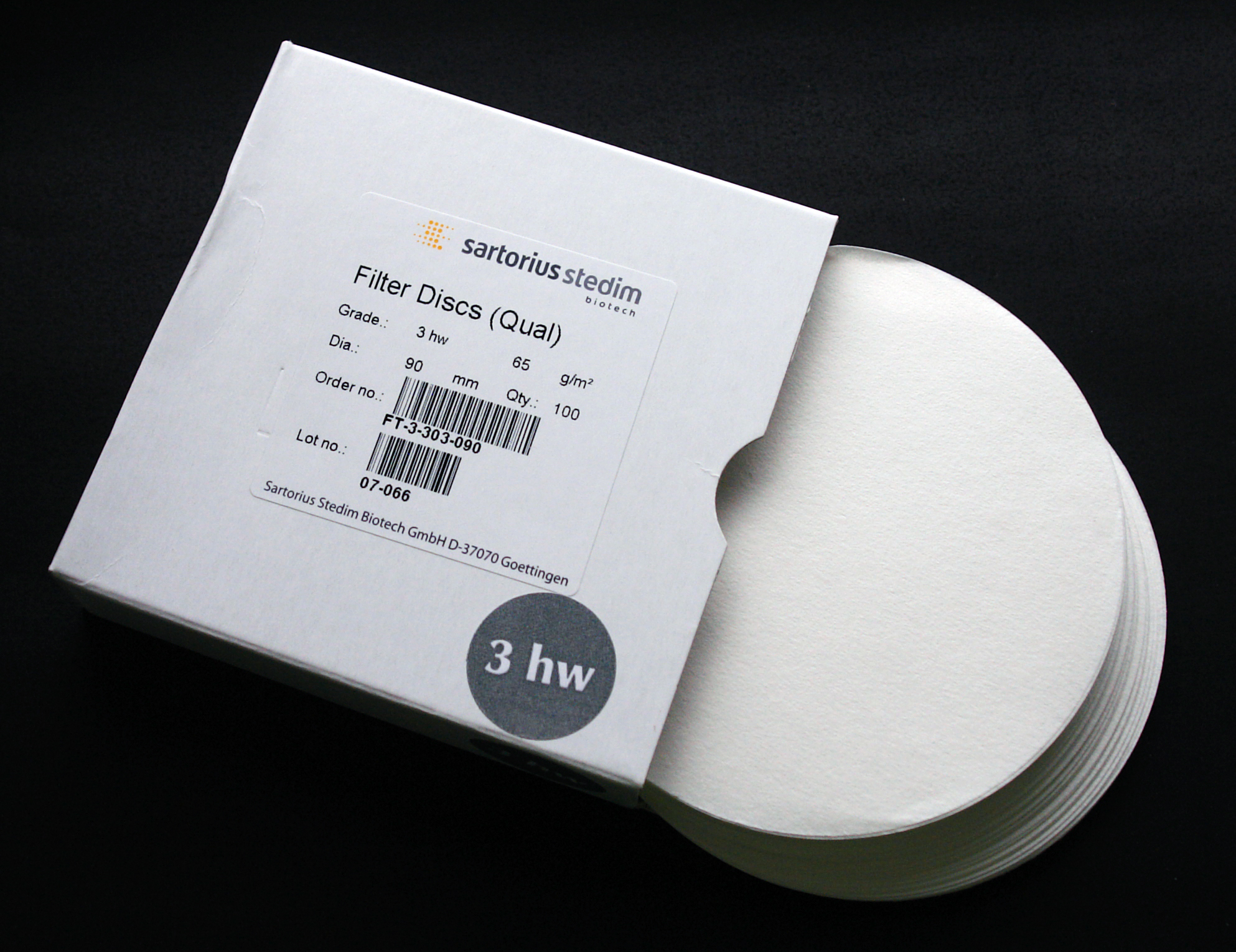
Hârtii de filtru tipice, rotunde

Hârtia de filtru reprezintă o bucată de hârtie semi-permeabilă folosită pentru procedeul de filtrare simplă a substanțelor fine dintr-un lichid. 

## Proprietăți
Hârtiile de filtru au diverse proprietăți, în funcție de amestecurile care urmează să fie filtrate, precum porozitatea, rezistența la umezeală, retenția de particule, rata de filtrare, compatibilitatea, eficiența sau capacitatea.